# Col de la Cayolle
Der Col de la Cayolle ist ein Gebirgspass der französischen Seealpen an der Grenze der Départements Alpes-de-Haute-Provence und Alpes-Maritimes in der Region Provence-Alpes-Côte d’Azur. Die Passhöhe befindet sich auf 2326 m. Er verbindet Barcelonnette (1150 m), im Tal der Ubaye, mit Saint-Martin-d’Entraunes (1050 m).

## Geographie
Der Col de la Cayolle liegt, wie die parallel laufenden Nord-Süd-Verbindungen Col d’Allos und Col de la Bonette, im Nationalpark Mercantour.
In der Nähe des Cayolle entspringt der Fluss Var, der dem Département Var an der Côte d’Azur als Namensgeber dient.
Im weiteren Verlauf der Passstraße von Saint-Martin-d'Entraunes Richtung Süden hat der Var einen sehenswerten tiefen Canyon in rotes Tongestein gegraben, die „Gorges de Daluis“.
Richtung Nord verläuft der Wildwasserfluss Bachelard.

## Menschliche Nutzung
Der Col de la Cayolle bildet zusammen mit dem Col des Champs und dem Col d’Allos eine beliebte Rundstrecke für Rennradfahrer. Der Aufstieg von Barcelonnette ist mit speziellen Schildern für Radfahrer ausgestattet.

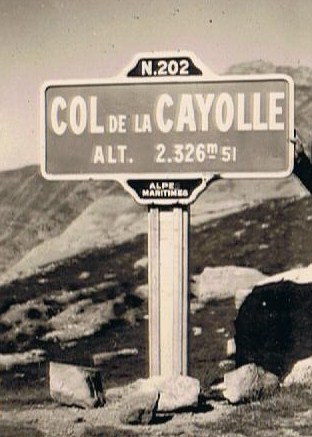
Passschild im Jahr 1948
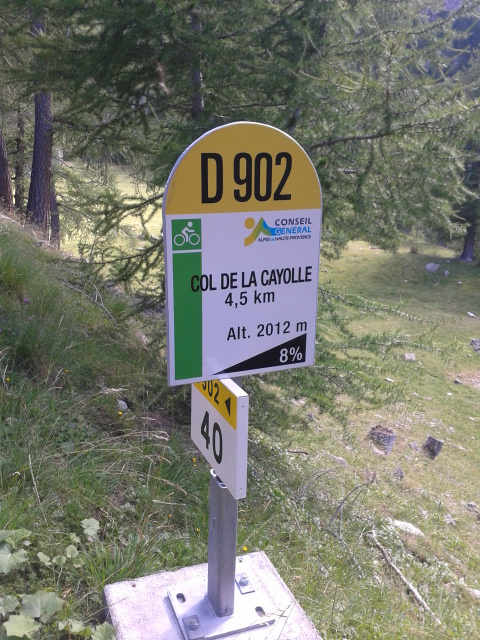
Eine der Kilometermarken für Radfahrer